# 長宗我部国親
長宗我部 国親（ちょうそかべ くにちか）は、戦国時代の土佐国の大名。長宗我部兼序の嫡男。長宗我部氏復興に尽力した。

## 生涯
永正元年（1504年）、長宗我部兼序の嫡男として生まれる。幼名は千雄丸（せんゆうまる）で、のちに土佐守護を兼ねる室町幕府の管領・細川高国より偏諱（「国」の字）を受けて、国親と名乗る。
永正6年（1509年）、父・兼序が本山茂宗などに攻められ敗死し、居城の岡豊城は落城した｡落城にあたって、兼序は国親を城から脱出させた。国親はこの時6歳であった（『長元物語』）。国親は家臣の近藤某に伴われ幡多庄中村に赴き、土佐一条氏を頼ったとされる。
永正15年（1518年）、一条房家の仲介により本領の江村・廿枝郷を戻されて岡豊城に復帰し、以後は長宗我部家の再興に尽力した。しかし近年の研究によると、兼序は本山氏などに岡豊城を攻められた際に自害せず土佐国内に亡命しており、永正8年（1511年）に本山氏や山田氏と和睦して岡豊城主に復帰、永正15年頃に息子・国親へ家督を譲っている。国親は吉田孝頼を登用して内政や軍備の充実に努めた。
天文13年（1544年）、かつての仇敵である本山茂宗の嫡男・茂辰と自分の娘を婚姻させた。
天文16年（1547年）、近隣の大津城を攻めて天竺氏を滅ぼした。次いで大津の南にある介良の横山氏を屈服させ、下田（しもだ）の勇猛で名高い下田駿河守を討って下田城を落とした。さらに細川定輔（十市細川氏（とうちほそかわし））を屈服させ、定輔の次男・池頼定も子の池頼和に娘を与えることで懐柔した。こうして長岡郡南部を制圧した。この勢力拡大で近隣の領主も恐れをなして布師田（ぬのしだ）や一宮の領主も国親に降伏し、土佐郡南西部も制圧することになった。また父を滅ぼした仇敵の山田氏を天文18年（1549年）秋に滅ぼした。
弘治2年（1556年）、三男の親泰を香宗我部氏に養子として従属化し、土佐国人の従属化を進めていくと同時に現在の高知平野に当たる部分の制圧も成し遂げていった。天文年間末期に剃髪入道し、瑞応覚世と号した。
弘治元年（1555年）、本山茂宗が病死し、娘婿の茂辰が後を継ぐと、本山氏を討つべく兵を挙げた。
弘治2年（1556年）、国親は本山家臣の秦泉寺氏（じんぜんじし）を服属させ、さらに大高坂氏や国沢氏も討った。
『土佐物語』によると、永禄3年（1560年）、岡豊より長宗我部方の兵糧を積んだ船1艘が種崎に向かったが、その途中で潮江より本山方の船2艘が漕ぎ出して襲撃し、兵糧を奪った。このため国親はその報復のために元家臣だが訳あって本山方についていた建築の達人である福留左馬丞を甘言で誘い、長浜城の城門を簡単に開くように工作させたうえでに夜討ちをかけて、5月26日に長浜城を攻略した。茂辰は朝倉城に2000余の軍を集めて長浜城奪還を目指したが、国親軍1000人の奮戦により5月27日に兵力で勝りながら敗れ、浦戸城も国親の支配下に入った。
しかし、国親は直後に病を得て、6月15日に死亡した。享年57、59歳とも伝えられる。家督は嫡男・元親が継いだ。

## 家臣
- 吉田孝頼 - 国親の義兄弟にあたる。
- 吉田重俊